# Erdei cankó
Az erdei cankó (Tringa ochropus) a madarak osztályának 
lilealakúak (Charadriiformes) rendjébe, ezen belül a szalonkafélék (Scolopacidae) családjába tartozó faj.

## Rendszerezése
A fajt Carl von Linné svéd természettudós írta le 1758-ban.

## Előfordulása
Európa és Ázsia északi területén költ, ősszel délre vonul, eljut Afrika déli részére is. Természetes élőhelyei a mocsarak, tavak, folyók és patakok környéke, tűlevelű erdők és szubtrópusi és trópusi hegyi esőerdők, valamint legelők, szántóföldek és vidéki kertek.

### Kárpát-medencei előfordulása
Magyarországon rendszeres vendég, márciustól májusig és júliustól novemberig észlelhető, de átnyaraló és áttelelő példányai is előfordulnak.

## Megjelenése
Testhossza 21-24 centiméter, szárnyfesztávolsága 57-61 centiméteres, testtömege 60-90 gramm.
|  |

## Életmódja
Tavak, patakok partján keresgéli apró rovarokból, rákokból, csigákból, férgekből és kis halakból álló táplálékát.

## Szaporodása
Általában más madarak elhagyott fészkét használja. Fészekalja 4 tojásból áll, melyen inkább a tojó 20-23 napig kotlik. A fiókák a kikelés utáni 3. napon már elhagyják a fészket, a szülők még 28 napig gondoskodnak róluk.
|  |

## Természetvédelmi helyzete
Az elterjedési területe rendkívül nagy, egyedszáma pedig növekszik. A Természetvédelmi Világszövetség Vörös listáján nem fenyegetett fajként szerepel.  Magyarországon védett, természetvédelmi értéke 25 000 Ft.